# John Harold Lozano
John Harold Lozano Prado (ur. 30 marca 1972 w Cali) – piłkarz kolumbijski grający na pozycji ofensywnego pomocnika.

## Kariera klubowa
Lozano pochodzi z miasta Cali i tam też zczynał piłkarską karierę w klubie America Cali. W barwach tego klubu zadebiutował w 1991 roku w Copa Mustang. Grał wówczas u boku takich tuzów jak Freddy Rincon czy Antony de Avila. Rok później, w 1992 roku wywalczył swój pierwszy w karierze tytuł mistrza Kolumbii. W 1993 roku był już jednym z filarów zespołu, a z Americą doszedł do półfinału Copa Libertadores – zespół odpadł po meczach z chilijskim Universidad Católica (0:1 i 2:2). W zespole z Cali grał jeszcze w roku 1994 i wówczas zajął z nim 4. miejsce w lidze.
Rok 1995 Lozano zaczął w brazylijskim klubie SE Palmeiras. W Palmeiras spędził jednak tylko pół roku i z powodu kontuzji nie wywalczył miejsca w składzie co spowodowało, że w Campeonato Brasileiro ani razi nie pojawił się na boisku. Jeszcze latem odszedł do meksykańskiego zespołu Club América. Tam wywalczył miejsce w podstawowej jedenastce i odzyskał formę z czasów gry w Cali. Rozegrał 27 meczów i zdobył 8 goli, a ze swoim klubem zajął 11. miejsce.
Latem 1996 Lozano podpisał kontrakt z klubem hiszpańskiej Primera División Realem Valladolid. W pierwszym sezonie gry rozegrał 22 mecze i zdobył 1 gola (w wygranym 1:0 meczu z Celtą Vigo). Z Valladolidem zajął 6. miejsce w lidze, gwarantujące start w Pucharze UEFA. Obok Chorwata Alena Peternaca, Boliwijczyka Juana Manuela Peñy i Hiszpana Víctora stał się jedną z gwiazd drużyny. W kolejnych sezonach gry zespół Realu nie powtórzył już jednak osiągnięcia z sezonu 1996/1997, a w kolejnych sezonach Lozano coraz rzadziej pojawiał się na boisku – w 2000/2001 i 2001/2002 łącznie ledwie 18 razy. Latem 2002 Lozano odszedł do RCD Mallorca i tam stał się podstawowym zawodnikiem klubu. Rozegrał 29 meczów i zdobył 2 gole dla wyspiarskiego zespołu (z Espanyolem Barcelona i Realem Betis). Z Mallorcą zajął 9. miejsce w Primera División.
Latem 2003 Lozano wrócił do Meksyku. Grał tam jednak tylko przez jeden sezon w zespole Pachuca CF (15 meczów), a po sezonie w wieku 32 lat zakończył piłkarską karierę.
| Sezon   | Klub            | Kraj      | Rozgrywki                  | Mecze | Bramki |
| ------- | --------------- | --------- | -------------------------- | ----- | ------ |
| 1991    | America Cali    | Kolumbia  | Copa Mustang               | ?     | ?      |
| 1992    | America Cali    | Kolumbia  | Copa Mustang               | ?     | ?      |
| 1993    | America Cali    | Kolumbia  | Copa Mustang               | 19    | 1      |
| 1994    | America Cali    | Kolumbia  | Copa Mustang               | 29    | 4      |
| 1995    | SE Palmeiras    | Brazylia  | Campeonato Brasileiro      | 0     | 0      |
| 1995/96 | Club América    | Meksyk    | Primera División de México | 27    | 8      |
| 1996/97 | Real Valladolid | Hiszpania | Primera División           | 22    | 1      |
| 1997/98 | Real Valladolid | Hiszpania | Primera División           | 26    | 1      |
| 1998/99 | Real Valladolid | Hiszpania | Primera División           | 19    | 1      |
| 1999/00 | Real Valladolid | Hiszpania | Primera División           | 21    | 0      |
| 2000/01 | Real Valladolid | Hiszpania | Primera División           | 5     | 0      |
| 2001/02 | Real Valladolid | Hiszpania | Primera División           | 13    | 0      |
| 2002/03 | RCD Mallorca    | Hiszpania | Primera División           | 29    | 2      |
| 2003/04 | CF Pachuca      | Meksyk    | Primera División de México | 15    | 0      |

## Kariera reprezentacyjna
W reprezentacji Kolumbii Lozano zadebiutował 31 marca 1993 roku w wygranym 4:1 towarzyskim meczu z reprezentacją Kostaryki.
W 1994 roku Lozano został powołany przez selekcjonera Francisco Maturanę do kadry na finały Mistrzostw Świata w USA. Tam zagrał jedynie w ostatnim meczu ze Szwajcarią, wygranym 2:0. Wszedł na boisko w 79. minucie meczu za Hermána Gavirię i w 89. minucie meczu zdobył gola ustalając wynik meczu. Kolumbia, zajmując ostatnie miejsce wróciła do domu po fazie grupowej.
W 1998 roku Harold ponownie znalazł się w kadrze na mistrzostwa świata, tym razem był to mundial we Francji. Tam był podstawowym zawodnikiem swojego zespołu i rozegrał wszystkie mecze grupowe w pełnym wymiarze czasowym – z Rumunią (0:1), z Tunezją (1:0) oraz z Anglią (0:2).
Oprócz dwóch występów w finałach mistrzostw świata Lozano ma na swoim koncie zaliczone trzy turnieje Copa América – Copa América 1993 (3. miejsce), Copa América 1995 (3. miejsce) oraz Copa América 1999 (ćwierćfinał).
Ostatni mecz w kadrze Kolumbii Lozano rozegrał 19 listopada 2003 w zremisowanym 1:1 meczu z reprezentacją Argentyny, rozegranym w ramach eliminacji do Mistrzostw Świata w Niemczech.
Ogółem w reprezentacji Kolumbii Lozano rozegrał 48 meczów i zdobył 3 gole.